# Tercer gobierno de Rafael Núñez
El Tercer gobierno de Rafael Núñez se dio entre el 4 de junio de 1887 y el 7 de agosto de 1888 en Colombia. Fue el tercer gobierno de la República de Colombia. Su gobierno hizo parte de la Hegemonía Conservadora (1886-1930) y de la Regeneración.

## Llegada al poder
Debido al quebranto de su salud tras las alteraciones nerviosas que supusieron el afrontar la guerra civil, Núñez renunció a la presidencia ante el Consejo de Delegatarios el 1 de abril de 1886 y decidió retirarse inicialmente a Anapoima y luego a Cartagena. Durante su ausencia se hicieron cargo de la presidencia el designado José María Campo Serrano (1 de abril de 1886 a 6 de enero de 1887) y el vicepresidente Eliseo Payán (desde enero hasta junio de 1887).
Los liberales radicales, adversarios de Núñez, se fueron acercando a Payán para cambiar el rumbo político establecido, aprovechando su ausencia. Ante los rumores, Núñez decidió tomar rápidamente un vapor que lo condujo por el río Magdalena hasta Girardot. Desde allí escribió un telegrama a Payán informándole que había retomado el ejercicio de la presidencia y continuó su rumbo hacia la capital. Al conocer la noticia, Payán renunció al cargo y se retiró, iniciando así el tercer período de gobierno de Rafael Núñez, entre junio de 1887 y agosto de 1888.

## Gabinete ministerial
| Ministerio                          | Imagen | Nombre                           | Partido | Periodo                                       |
| ----------------------------------- | ------ | -------------------------------- | ------- | --------------------------------------------- |
| Ministerio de Relaciones exteriores |        | Felipe Angulo                    |         | 13 de enero de 1887-11 de diciembre de 1887   |
| Ministerio de Relaciones exteriores |        | Carlos Holguín Mallarino         |         | 12 de diciembre de 1887 - 7 de agosto de 1888 |
| Ministerio de Gobierno              |        | Felipe F. Paúl                   |         | 7 de enero de 1887 20 de diciembre de 1887    |
| Ministerio de Gobierno              |        | Carlos Holguín Mallarino         |         | 20 de diciembre de 1887 7 de agosto de 1888   |
| Ministerio de Guerra                |        | Felipe Angulo Bustillo           |         | 16 de agosto de 1886 5 de junio de 1888       |
| Ministerio de Guerra                |        | General Miguel Montoya Caballero |         | 21 de diciembre de 1887 1887                  |
| Ministerio de Guerra                |        | General Carlos Holguín Mallarino |         | 6 de junio de 1888 6 de agosto de 1888        |
| Ministro de Fomento                 |        | Jesús Casas Rojas                |         | 15 de enero de 1887-7 de agosto de 1888       |
| Ministerio de Hacienda              |        | Antonio Roldán Reyes             |         | 4 de junio de 1887 15 de marzo de 1888        |
| Ministerio de Hacienda              |        | Vicente Restrepo Maya            |         | 15 de marzo de 1888 7 de agosto de 1888       |
| Ministro de Instrucción Pública     |        | Carlos Martínez Silva            |         | 13 de enero de 1887 6 de junio de 1887        |
| Ministro de Instrucción Pública     |        | José Domingo Ospina Camacho      |         | 6 de junio de 1887 14 de febrero de 1888      |
| Ministro de Instrucción Pública     |        | Jesús Casas Rojas                |         | 14 de febrero de 1888 10 de diciembre de 1890 |

## Economía

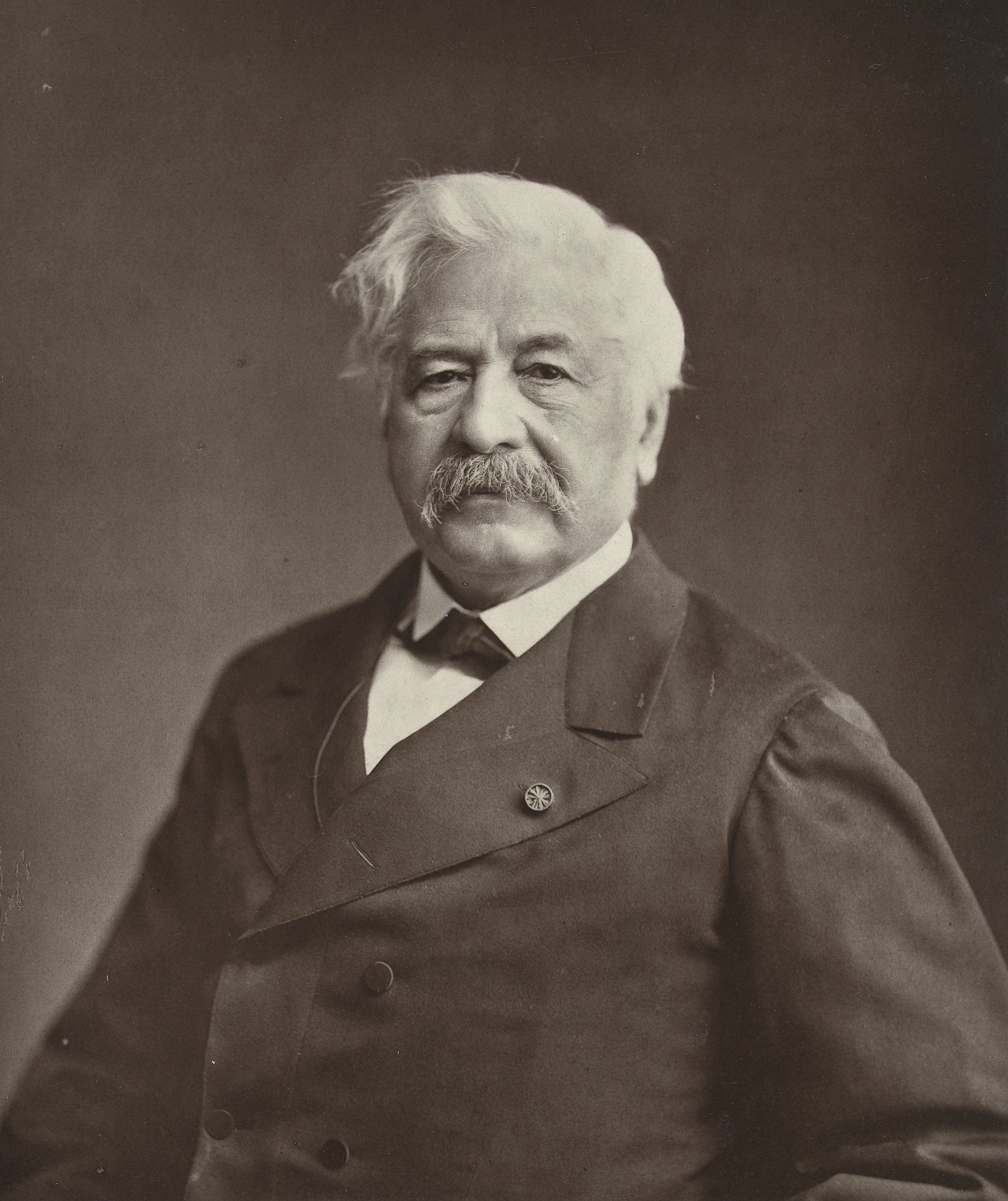
Ferdinand de Lesseps

### Quiebra de la empresa del Canal de Panamá
La Compagnie universelle du canal interocéanique de Panamá, de Ferdinand de Lesseps finalmente, tuvo que declarar la bancarrota en 1888.

## Relaciones exteriores

### Concordato de 1887
La firma del Concordato con la Santa Sede el 31 de diciembre de 1887. A través de él se restablecieron las relaciones entre el Estado y la Iglesia católica, lo cual era considerado como un elemento esencial de orden social capaz de lograr la unificación del país. Estas relaciones estaban afectadas por el Decreto Ley de Tuición de 1861 aprobado por Tomás Cipriano de Mosquera. Joaquín Fernando Vélez, fue el encargado por Núñez para negociar el Concordato.

## Sociedad

### Celebración de la Independencia de Cartagena
Núñez durante su gobierno acostumbró a solicitar la organización de festejos para celebrar la fiesta patria de la independencia de Cartagena. El director de teatro José Domingo Torres, quien animaba las fiestas patrias, buscó al maestro italiano Oreste Síndici para pedirle la composición de una canción patriótica para la celebración de 1887. Para la letra de la canción, Torres le presentó a Síndici el poema "Himno Patriótico" escrito por Rafael Núñez en 1850. La interpretación se realizó en el "Teatro de Variedades" de la escuela pública de Sierva María , con un coro de niños de tres escuelas, alumnos de Oreste Síndici y fue anunciada como el himno nacional de Colombia. El himno posteriormente se oficializó como símbolo patrio a través de la ley 33 del 28 de octubre de 1920.